# HOXA4

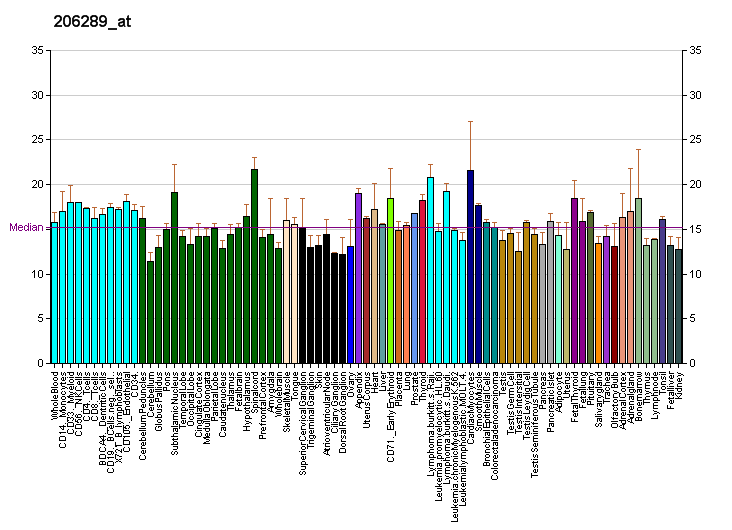
Patrón de expresión genética del gen HOXA4.

Homeobox A4, también conocido como HOXA4, es una proteína que en humanos está codificada por el gen HOXA4 .

## Función
En los vertebrados, los genes que codifican la clase de factores de transcripción llamados genes homeobox se encuentran en grupos denominados A, B, C y D en cuatro cromosomas separados..  La expresión de estas proteínas está regulada espacial y temporalmente durante el desarrollo embrionario. Este gen es parte del grupo A en el cromosoma 7 y codifica un factor de transcripción de unión al ADN que puede regular la expresión, morfogénesis y diferenciación de genes.